# Sven Kramer (Schauspieler)
Sven Kramer (* 17. Dezember 1968 in Korbach, Hessen) ist ein deutscher Schauspieler, Drehbuchautor und Regisseur.

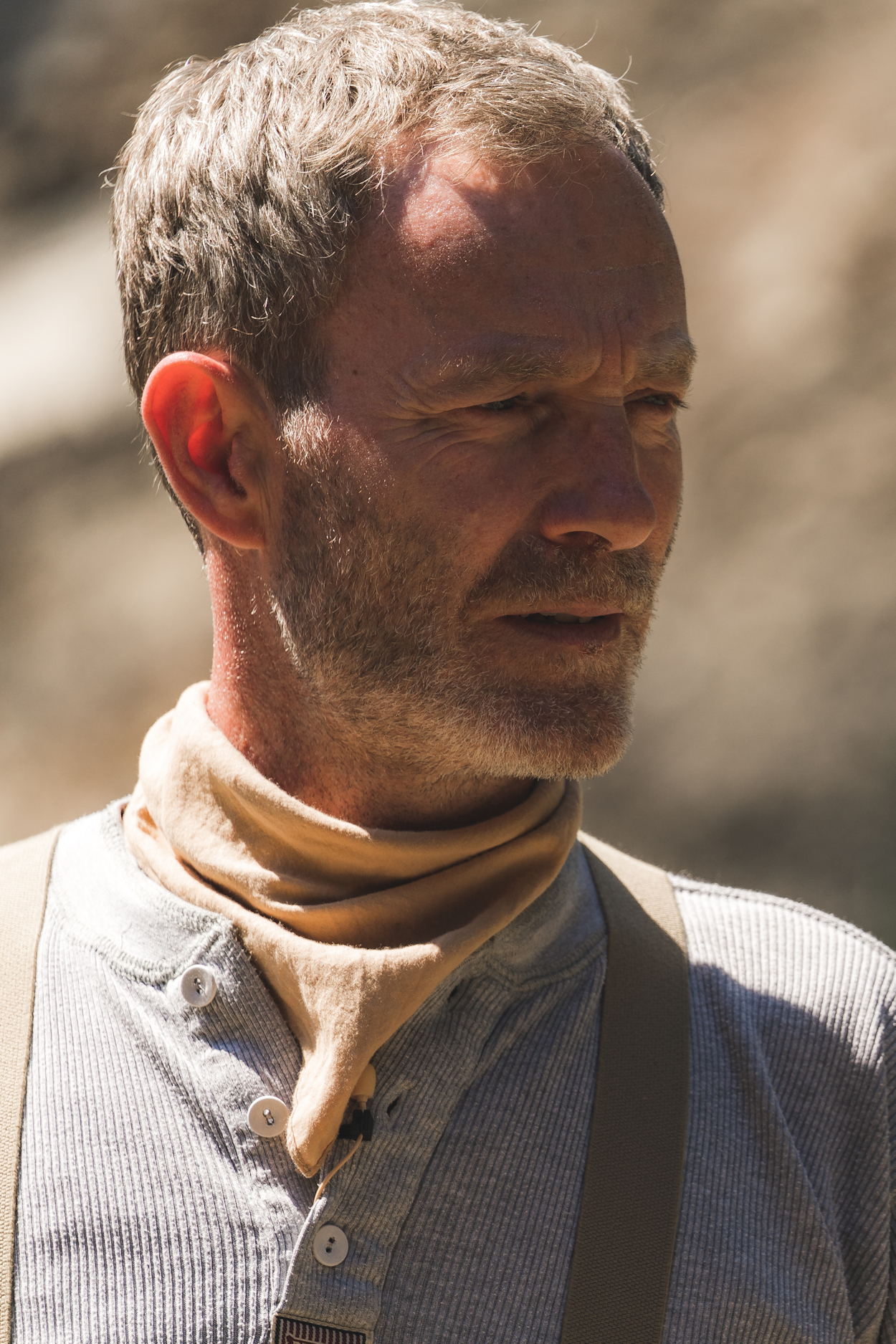
Sven Kramer bei Theaterproben

## Leben
Bekannt wurde Kramer Mitte der 1990er-Jahre durch die Rolle des Felix Köbl in der ARD-Vorabendserie Frankenberg. Ende der 1990er-Jahre übernahm er die Rolle des Dr. Martin Richter in der Sat.1-Serie Fieber – Ärzte für das Leben. Nach seinem Ausstieg aus der Serie war er weiterhin in Sat.1-Produktionen tätig, so beispielsweise 1999 und 2000 in der Serie Die Rote Meile – Club der starken Frauen in der Rolle des Dr. Jan Kaiser.
Neben Gastauftritten in weiteren deutschen Fernsehserien wie Ein starkes Team, Die Rosenheim-Cops, SOKO 5113, SOKO Wismar, Lindenstraße und Marienhof übernahm er Mitte der 2000er-Jahre wieder eine durchgehende Hauptrolle in der PRO 7-Serie Lotta in Love. Seit einigen Jahren arbeitet er auch als Drehbuchautor und Regisseur. Seine erste Regiearbeit war der Film Die Flüchtigen im Jahr 2010. Nach diesem ersten Ausflug ins Regiefach folgten weiterhin Gastauftritte in bekannten Serien, wie Hubert und Staller oder Weißblaue Geschichten, sowie Rollen in Fernsehreihen wie Tatort, Unter Verdacht und Der Alte. Unter anderem wirkte er im letzten Film von Götz George mit dem Titel Böse Wetter – Das Geheimnis der Vergangenheit mit.
In der Spielzeit 2018 debütierte er bei den Süddeutschen Karl-May-Festspielen in der Rolle des Bösewichtes Senator Walker in der Inszenierung Im Tal des Todes. Im Jahr 2019 wechselte er auf der Freilichtbühne in Dasing auf die Seite der Guten. Sven Kramer übernahm die Titelrolle in der Inszenierung Old Surehand. In der Saison 2020 spielten die Süddeutschen Karl-May-Festspiele ein Sonderprogramm unter dem Motto Süddeutsche Karl May-Festspiele … mal ganz anders – Winnetou 1 auf bayrisch. Hierbei wechselte Sven Kramer auch im Bühnenfach das erste Mal auf den Regiestuhl und übernahm die Inszenierung. Auch 2021 führte er bei dem Stück Die Rückkehr zum Silbersee Regie. Darüber hinaus übernahm er dabei auch die Rolle des Old Surehand in Dasing. Nach einer Pause der Süddeutschen Karl-May-Festspiele im Jahr 2022 steht Sven Kramer seit der Spielzeit 2023 auf der Bühne der Festspiele Burgrieden. Zunächst verkörperte er 2023 in dem Stück Winnetou 1 – wie alles begann den Häuptling der Apachen und Vater Winnetous Intschu-tschuna, bevor er in der Saison 2024 als gnadenloser Bandenboss Stealing Fox in Unter Geiern – Der Geist des Llano Estacado auf der Bühne zu sehen war.
Sven Kramer ist verheiratet und lebt in München.

## Filmografie (Auswahl)
- 1994: Raum ist auch in der kleinsten Hütte
- 1994–1995: Frankenberg (Fernsehserie, 8 Folgen)
- 1995: Die Partner (Fernsehserie, 1 Folge)
- 1997: SOKO 5113
- 1996: Wildbach (Fernsehserie, 1 Folge)
- 1997: Sophie – Schlauer als die Polizei (Fernsehserie, 1 Folge)
- 1997: Hotel Mama
- 1999: Wie angelt man sich seinen Chef
- 1998–2000: Fieber – Ärzte für das Leben (Fernsehserie, 18 Folgen)
- 2000: Die Rote Meile (Fernsehserie, 12 Folgen)
- 2000: Marienhof (Fernsehserie, 15 Folgen)
- 2001: Sinan Toprak
- 2001–2022: Aktenzeichen XY … ungelöst (Fernsehreihe, 13 Episoden)
- 2003: Lindenstraße (Fernsehserie, 3 Folgen)
- 2004: SOKO 5113 (Fernsehserie)
- 2004: SOKO Wismar (Fernsehserie, 1 Folge)
- 2005: Benzin (Kinofilm)
- 2006: Lotta in Love (Fernsehserie, 6 Folgen)
- 2006: Ein starkes Team (Fernsehreihe, 1 Folge)
- 2007: Die Rosenheim-Cops – Tod im Kino
- 2008: Sturm der Liebe (Fernsehserie, 1 Folge)
- 2009: Lebensmüde (Kinofilm)
- 2010: SOKO 5113
- 2010: Alarm für Cobra 11 – Die Autobahnpolizei
- 2011: Weißblaue Geschichten (Fernsehreihe, 1 Folge)
- 2011: Die Flüchtigen (Kinofilm)
- 2011: Verbotene Liebe (Fernsehserie, 1 Folge)
- 2012: Die Rosenheim-Cops – Ein Fall für Schretzmeyer
- 2012: Siegeshunger (Kinofilm)
- 2013: Hubert und Staller (Fernsehserie)
- 2014: Unter Verdacht: Türkische Früchtchen (Fernsehreihe)
- 2014: Die Garmisch-Cops (Fernsehserie, 1 Folge)
- 2015: Böse Wetter – Das Geheimnis der Vergangenheit
- 2016: Der Alte – Folge 404: Kein Entrinnen (Fernsehserie)
- 2016: Tatort: Klingelingeling
- 2017: Alarm für Cobra 11 – Die Autobahnpolizei (Fernsehserie)
- 2017: Die Rosenheim-Cops – Seelenreise in den Tod
- 2018: SOKO München (Fernsehserie)
- 2020: Der Alte (Fernsehserie)
- 2020: Die Rosenheim-Cops – Gesund und tot (Fernsehserie)
- 2022: XY gelöst (Fernsehreihe)

## Theater (Auswahl)
- 2024: Unter Geiern – Der Geist des Llano Estacado (Festspiele Burgrieden)
- 2023: Winnetou 1 – wie alles begann (Festspiele Burgrieden)
- 2021: Die Rückkehr zum Silbersee (Süddeutsche Karl-May-Festspiele)
- 2020: Winnetou 1 auf bayrisch (Süddeutsche Karl-May-Festspiele)
- 2019: Old Surehand (Süddeutsche Karl-May-Festspiele)
- 2018: Im Tal des Todes (Süddeutsche Karl-May-Festspiele)
- 1995: Das Spiel ist aus (Feierwerk München)
- 1994: Das Spiel ist aus (Theaterfabrik München)